# Paul Nitsche

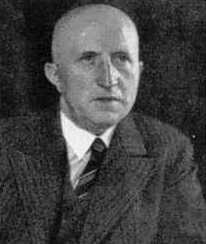
Paul Nitsche

Hermann Paul Nitsche (* 25. November 1876 in Colditz; † 25. März 1948 in Dresden) war ein deutscher Psychiater. Er war im nationalsozialistischen Deutschen Reich Professor für Psychiatrie, Direktor der Heil- und Pflegeanstalten Leipzig-Dösen und Pirna-Sonnenstein, Gutachter und medizinischer Leiter der Aktion T4. Als beteiligter Arzt an Tötungen in diesen Anstalten wurde er nach dem Krieg zum Tod verurteilt und hingerichtet.

## Herkunft und Studium
Paul Nitsche wurde am 25. November 1876 in Colditz in Sachsen als Sohn des an der dortigen Irrenanstalt angestellten Arztes Wilhelm Hermann Nitsche (1844–1921) geboren. Als Schüler besuchte er die Kreuzschule in Dresden. Nitsche studierte in Leipzig und Göttingen Medizin und promovierte 1902 in Göttingen mit einer Arbeit über „Gedächtnisstörungen in zwei Fällen von organischer Gehirnkrankheit“.
1904 bis 1908 war er Assistent beim Psychiater Emil Kraepelin sowie Assistenz- bzw. Abteilungsarzt an der städtischen Irrenanstalt in Frankfurt am Main bzw. den Universitätskliniken Heidelberg und München. 1913 wechselte er als Oberarzt nach Dresden in die städtische Heil- und Pflegeanstalt.
Mit dem Begründer der deutschen Rassenhygiene, Alfred Ploetz, seit 1910 gut bekannt, beteiligte sich Nitsche an der Ausstellung zur Rassenhygiene bei der Internationalen Hygiene-Ausstellung Dresden 1911. Später war er als Psychiater in Pirna an der Heil- und Pflegeanstalt auf Schloss Sonnenstein tätig, die er von 1914 bis Anfang 1918 kommissarisch leitete.

## Direktor der Heil- und Pflegeanstalt Leipzig-Dösen
Im April 1918 wurde er nach dem Tod von Georg Lehmann zum Direktor der Heil- und Pflegeanstalt Leipzig-Dösen bestellt. 1925 zum Professor berufen, avancierte Nitsche 1927 zum beratenden Psychiater für Anstaltsfragen der sächsischen Landesregierung. Er befasste sich schon in den frühen 1920er Jahren mit der Frage, wie mit psychisch Kranken und deren Fortpflanzung umgegangen werden sollte. In wissenschaftlichen Vorträgen sprach er sich für eine Unterbindung der Fortpflanzungsmöglichkeit von Geisteskranken aus. Er zählte schon vor 1933 zu den führenden Vertretern einer rassenhygienisch ausgerichteten Psychiatrie.

## Direktor der Heil- und Pflegeanstalt Pirna-Sonnenstein
Am 1. August 1928 kehrte Nitsche als Direktor und Nachfolger von Georg Ilberg (1862–1942) an die Heil- und Pflegeanstalt Pirna-Sonnenstein zurück. Auch hier arbeitete er an wissenschaftlichen Fragestellungen zur Erbbiologie und Forensik. Er steuerte als seine bedeutendste Arbeit das Kapitel „Allgemeine Therapie und Prophylaxe der Geisteskrankheiten“ für das „Handbuch der Geisteskrankheiten“ bei, das von Oswald Bumke herausgegeben wurde und als Standardwerk galt. Er war Mitherausgeber der Zeitschrift für psychische Hygiene. Einer Zwangssterilisierung stand er schon damals nicht ablehnend gegenüber: Um die Fortpflanzung psychisch Kranker zu verhindern forderte Nitsche 1929 neben Eheverboten eine „gesetzlich geregelte Unfruchtbarmachung unter bestimmten Bedingungen auch gegen den Willen der Betroffenen“. So sprach sich Nitsche schon vor 1933, als mit dem Gesetz zur Verhütung erbkranken Nachwuchses Zwangssterilisationen offiziell eingeführt wurden, vorbehaltlos für diese Maßnahme aus. Er bekannte sich nunmehr auch als ein Verfechter der Ideen von Karl Binding und Alfred Hoche. Die „Vernichtung lebensunwerten Lebens“ sei kein Verstoß gegen elementare menschliche Grundrechte, sondern im Gegenteil ein Gebot der Humanität.
Nitsche trat zum 1. Mai 1933 der NSDAP bei (Mitgliedsnummer 2.969.666). Er wurde Richter am Erbgesundheitsobergericht in Dresden. Als Schriftführer des „Deutschen Vereins für Psychiatrie“ entwarf er die Satzung für die „Gesellschaft Deutscher Neurologen und Psychiater“, die ihn 1935 zum Geschäftsführer ernannte.
1936 führte Nitsche in Pirna-Sonnenstein in Eigeninitiative eine Hungerkost für Patienten ein, die nach seinen rassehygienischen Vorstellungen als „Ballastexistenzen“ eine unnötige finanzielle Belastung der Gesellschaft darstellten. Anfang 1939 drängte der Leiter der Abteilung „Volkspflege“ im Sächsischen Innenministerium, Alfred Fernholz, darauf, dass die von Nitsche angewandte Hungerkost in weiteren sächsischen Landesanstalten eingeführt werden solle. Als ärztlicher Leiter blieb Nitsche bis zur Umwandlung der Heil- und Pflegeanstalt in eine Tötungsanstalt für die Aktion T4, der als „Euthanasie“ verbrämten systematischen Tötung von Geisteskranken und Behinderten Ende 1939.
Zum 1. Januar 1940 wurde Nitsche zur Heil- und Pflegeanstalt Leipzig-Dösen als Direktor versetzt und übernahm am 1. Februar 1940 die dortigen Amtsgeschäfte.

## Gutachter und medizinischer Leiter der Aktion T4
Der Leiter des Amtes II der Kanzlei des Führers, Oberdienstleiter Viktor Brack, der mit der Organisation der Aktion T4 beauftragt war, bat Nitsche Anfang des Jahres 1940, für die Tötung der „Euthanasie“-Opfer ein medikamentöses Verfahren zu entwickeln und zu erproben. Nitsche entschied sich für das Barbiturat „Luminal“, ein Schlafmittel, das unter anderem gegen Epilepsie verwendet wurde und für den geforderten Verwendungszweck zwei entscheidende Vorteile aufwies: Zum einen war es ein in allen Kliniken gängiges und damit auch mengenmäßig ausreichend vorhandenes Medikament, das zum anderen nur bei höherer Dosierung tödlich war und nicht direkt zum Tode führte, sondern zu gesundheitlichen Komplikationen, die erst nach einigen Tagen den Tod des Patienten zur Folge hatten. Der Tod konnte damit auf eine „natürliche“ Ursache zurückgeführt werden. Nitsche prägte hierfür den Begriff „Luminalschema“ und erprobte dieses Verfahren an über 100 Kranken.
Ab 28. Februar 1940 war Nitsche als einer der 40 T4-Gutachter tätig, die über die Auswahl der zu ermordenden Psychiatriepatienten entschieden. Er wurde am 1. Mai 1940 an die T4-Organisation abgeordnet und dort zunächst als Obergutachter und stellvertretender medizinischer Leiter verwendet. Ab Dezember 1941 löste er Werner Heyde als medizinischen Leiter der Aktion T4 ab.
Nach einer Aussage von Georg Andreae, dem Dezernenten für Fürsorge sowie die Heil- und Pflegeanstalten der Provinzialverwaltung Hannover, am 8. August 1961, äußerte sich Nitsche zur „Euthanasie“-Aktion wie folgt: „Es ist doch herrlich, wenn wir in den Anstalten den Ballast loswerden und nun richtige Therapie treiben können.“
Als medizinischer Leiter der Aktion T4 gehörte er zu den Hauptverantwortlichen für die Tötung von ca. 70.000 Kranken und Behinderten. Außerdem war er der Veranlasser der medikamentösen Tötungen während der sogenannten Aktion 14f13, die nach dem offiziellen Stopp der Aktion T4 im August 1941 diese ablöste und nochmals mindestens 30.000 Opfer forderte. Als Gutachter wählte Nitsche auch bei dieser Aktion in den Konzentrationslagern die potentiellen Opfer unter den Häftlingen aus, die dann in den beiden Tötungsanstalten Pirna-Sonnenstein und Hartheim vergast wurden.

## Urteil und Hinrichtung in Dresden

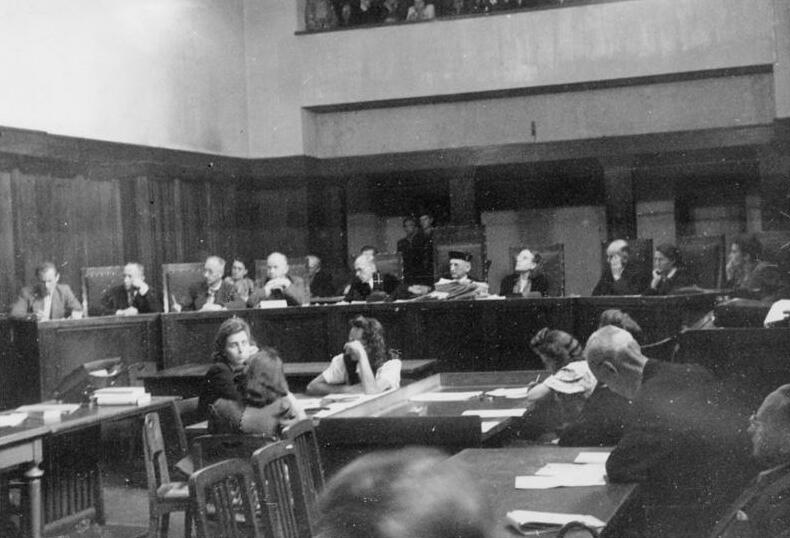
Das Schwurgericht in Dresden während des Strafantrags des Staatsanwalts

Noch im Frühjahr 1945 wurde Nitsche in Sebnitz verhaftet. Die von sowjetischen Dienststellen vorgenommenen Untersuchungsergebnisse wurden am 20. Juni 1946 an die deutschen Justizbehörden in Sachsen übergeben. Das Landgericht Dresden erhob am 7. Januar 1947 Anklage gegen Nitsche und weitere 14 Täter. Nitsche verwies auf seinen Standpunkt, wonach die Tötung von unheilbar Kranken wissenschaftlich und auch gesellschaftlich gerechtfertigt sei, und verwahrte sich gegen die Mordanklage. Mit Urteil vom 7. Juli 1947 wurde er jedoch zum Tode verurteilt. Nach Ablehnung der Berufung durch das Oberlandesgericht Dresden wurde das Urteil am 25. März 1948 durch das Fallbeil vollstreckt und sein Leichnam der Anatomie in Leipzig überantwortet.